# Kerrang! TV
Kerrang! TV foi uma emissora de televisão digital, propriedade da Box Television ligada à revista Kerrang!. Desde 2005, todo o conteúdo da emissora foi composto por videoclipes, a maioria dos quais selecionados pelo público por meio de SMS.
Os estilos musicais da emissora eram principalmente New Metal e Punk Pop/Skate Punk, embora com algumas exceções raras. Certas bandas, como Tenacious D e Limp Bizkit, recebiam mais pedidos por SMS. Também haviam artistas de gêneros diferentes, como Beastie Boys e The Bloodhound Gang. Artistas de rap, como Eminem, tinham vários videoclipes exibidos na emissora, o que gerou controvérsias entre os fãs de longa data. Isso também resultou em críticas de racismo por parte da Kerrang!, que apontava que músicos negros, como Jimi Hendrix, considerado um ícone vital do rock, não recebiam tantos pedidos, enquanto rappers brancos, como Beastie Boys e Eminem, conseguiam mais popularidade.[carece de fontes?]
Em 29 de janeiro de 2024, o Channel 4 anunciou que a Kerrang! TV e seus canais irmãos seriam fechados como parte dos planos futuros da empresa até 2030. No comunicado à imprensa, foi declarado que o Channel 4 está "propondo fechar pequenos canais lineares que não geram mais receitas ou valor público em escala, incluindo os canais Box em 2024 e outros no momento certo". Às 23:59 de 30 de junho de 2024, a Kerrang! TV fez sua última transmissão, com seu videoclipe final sendo Thnks fr th Mmrs da banda Fall Out Boy.